# Estación de Bolivar
Bolivar es una estación de la línea 7 bis del metro de París situada en el XIX Distrito de la ciudad. Debe su nombre a Simón Bolívar "El Libertador".

## Historia
Esta estación se inauguró el 18 de julio de 1911 como parte de un ramal de la línea 7, hasta que el 3 de diciembre de 1967, fue adjudicada a la línea 7bis.
A lo largo de la Primera Guerra Mundial, la estación como todas las estaciones profundas de la red, fue utilizada como refugio antiaéreo. El 11 de marzo de 1918, un bombardeo especialmente violento, sembró el pánico entre los vecinos del barrio que se precipitaron hacia el refugio buscando cobijo ante las bombas. Al llegar, se encontraron con unas puertas de acceso que solo abrían hacia el exterior. Los primeros en llegar al pie de las escaleras fueron rápidamente aplastados por el resto de personas que intentaban por todos los medios llegar al refugio. Finalmente, el peso hizo ceder las puertas y la multitud aterrorizada logra entrar pisoteando los primeros en llegar. Aunque se desconoce el número de fallecidos por este hecho, el bombardeo causó 66 muertos en la capital. 
Desde entonces, todo los accesos del metro parisino fueron modificados para que puedan abrir tanto hacia el exterior como hacia dentro.

## Descripción
Se compone de dos andenes laterales de 75 metros de longitud y de dos vías. Diseñada en bóveda elíptica, está revestida con azulejos blancos biselados. 
Su iluminación ha sido renovada empleando el modelo vagues (olas) con estructuras casi adheridas a la bóveda que sobrevuelan ambos andenes proyectando la luz en varias direcciones.
La señalización por su parte usa la moderna tipografía Parisine donde el nombre de la estación aparece en letras blancas sobre un panel metálico de color azul.
Por último, los asientos de la estación son los modernos Coquille o Smiley, unos asientos en forma de cuenco inclinado para que parte del mismo pueda usarse como respaldo y que poseen un hueco en la base en forma de sonrisa. 
La estación dispone de una exposición dedicada a Simón Bolívar que fue retirada tras la renovación de la estación en el año 2009.

## Acceso
La estación tiene un solo acceso que da a la avenida Simón Bolívar número 125.